# Stord (Schiff)
Die norwegische Stord war ein Zerstörer der britischen S-Klasse. Das Schiff gehörte zur im Januar 1941 erfolgten fünften Bestellung von Zerstörern des Kriegstyps für die Royal Navy aus dem War Emergency Programm. Der Zerstörer lief als HMS Success als erster der beiden an die Werft J. Samuel White in Cowes vergebenen Aufträge am 3. April 1943 vom Stapel. Der noch in der Ausrüstung befindliche Zerstörer wurde von der norwegischen Exilmarine auf Leihbasis übernommen und am 6. September 1943 mit dem Namen Stord als fünfter Zerstörer der S-Klasse in Dienst gestellt.
Die Stord zeichnete sich Ende Dezember 1943 im Seegefecht vor dem Nordkap aus, das zur Versenkung des deutschen Schlachtschiffes Scharnhorst führte. Die Stord wurde nach dem Kriegsende von Norwegen gekauft und war dann das Flaggschiff der norwegischen Marine bis zur Lieferung weiterer Zerstörer. Das Schiff wurde anschließend von der norwegischen Seekriegsschule als Schulschiff für Offiziersanwärter genutzt. 1959 wurde es in Belgien abgebrochen.

## Bau und technische Daten
Die Stord war ein Zerstörer der S-Klasse und verdrängte 1710 ts als Standard und 2530 ts vollbeladen. Das Schiff war 362 ft 9 in lang und 35 ft 8 in breit und hatte bis zu 14,5 ft Tiefgang. Der Antrieb erfolgte über zwei Parson-Getriebe-Turbinen-Sätze, die jeweils eine Schraubenwelle antrieben. Die Antriebsleistung von zusammen 40.000 PSw wurde mit dem Dampf von zwei Admiralitäts-Kesseln erzeugt und gab dem Schiff eine Höchstgeschwindigkeit von über 36 kn. Bei Volllast konnte die Stord bis zu 615 ts Treiböl mitführen, mit denen sie bei 20 kn Marschgeschwindigkeit bis zu 4675 sm zurücklegen konnte. Ihre Besatzung bestand im Normalfall aus 170 Mann.
Bewaffnet war der Zerstörer mit vier 4.7-inch (120 mm)/L45-Mark XII Geschützen, die durch die neue Aufhängung echte Mehrzweckwaffen wurden. Zur Abwehr von Luftangriffen standen ein Bofors-40 mm-Zwillingsgeschütz in einer in den Niederlanden entwickelten Lafette des Typs Hazemeyer und vier automatische Zwillingskanonen vom Typ 20 mm-Oerlikon zur Verfügung. Dazu war der Zerstörer noch mit zwei 21- inch-Vierfachtorpedorohrsätzen bewaffnet und hatte in der Regel 70 Wasserbomben an Bord, die über zwei Ablaufschienen und vier Werfer eingesetzt wurden.
Das Schiff wurde in der fünften, im Januar 1941 im Rahmen des War Emergency Programms erfolgten Bestellung von Zerstörern für die Royal Navy als erster Auftrag an J. Samuel White in Cowes vergeben. Der Bau des Schiffes wurde im Februar 1942 drei Monate vor dem ebenfalls bei White zu fertigenden Schwesterschiff Swift begonnen. Am 3. April 1943 lief es als Success vom Stapel. Als es am 26. August 1943 als fünftes Schiff der S-Klasse in Dienst gestellt wurde, wurde es von der norwegischen Marine als Stord übernommen. Da die Zerstörer dieses Typs unterschiedlich schnell von den beteiligten Werften gebaut wurden, waren bei der Indienststellung der Stord auch schon vier Schiffe der baugleichen T-Klasse und zwei der nachfolgenden U-Klasse und eins der V-Klasse im Dienst, die auch weitgehend baugleich waren.
Der Zerstörer wurde nach der südwestnorwegischen Insel Stord benannt und war der erste Flottenzerstörer der norwegischen Marine. Ein erheblicher Teil seiner ersten Besatzung, einschließlich des ersten Kommandanten Skule Storheill, kam vom am 14. April 1943 im Ärmelkanal versenkten Geleitzerstörer Eskdale des Typs III der Hunt-Klasse. Bis zum Kriegsende erhielt die norwegische Marine mit der ebenfalls nach einer norwegischen Insel benannten Svenner noch einen weiteren Zerstörer der S-Klasse, der am 1. März 1944 als achtes Schiff zur 23. Flottille kam. Dieser Zerstörer ging allerdings schon nach kurzer Dienstzeit am ersten Tag der Invasion in der Normandie verloren.

## Einsatzgeschichte
Während der abschließenden Tests durch die Bauwerft im August 1943 übernahm die norwegische Marine am 26. August den Zerstörer und benannte ihn um in Stord. Das Schiff führte noch weitere Tests und dann die Abnahmefahrten durch und wurde am 3. September in den Dienst der 23. (britischen) Zerstörerflottille bei der Home Fleet übernommen, die aus den Zerstörern der S-Klasse bestand, von denen die Scorpion am 11. Mai 1943 als erste in den Dienst der Royal Navy gekommen war. Das Einfahren von Schiff und Besatzung wurde in Scapa Flow fortgesetzt.
Als am 2. November 1943 der Geleitzug RA 54A als erster Rückkehrerkonvoi der beginnenden Nordmeergeleitsaison im Kolafjord startete, bildete die Stord mit je zwei britischen und amerikanischen sowie einem kanadischen Zerstörer die Sicherung der von der Home Fleet gestellten Fernsicherungsgruppe mit dem Schlachtschiff Anson, dem Träger Formidable und dem Kreuzer Jamaica bis zur Auflösung der Gruppe am 8. November. 14 Tage später bildete die Stord dann die Deckungsgruppe des Geleitzuges JW 54B zusammen mit Saumarez, Hardy, Savage, Scorpion, Scourge, Venus und Vigilant und begleitete den Konvoi bis nach Archangelsk. Am 3. Dezember begannen die acht fast neuen Zerstörer der S- und V-Klasse ihren Rückmarsch zur Home Fleet.
Am 13. Dezember wurde die Stord mit den Schwesterschiffen Saumarez, Scorpion und Savage einer neugebildeten Fernsicherungsgruppe mit dem Schlachtschiff Duke of York und dem Kreuzer Jamaica für die Geleitzüge JW 55A und JW 55B nach Nordrussland sowie dem Gegengeleit RA 55A zugeteilt. Am 18. verließ das britische Schlachtschiff mit seinen Begleitern wieder den Kola-Fjord und lief dann zur Beölung nach Akureyri (Island). Erst am 26. kam der Verband wieder in das Seegebiet, um in das Seegefecht vor dem Nordkap eingreifen zu können.

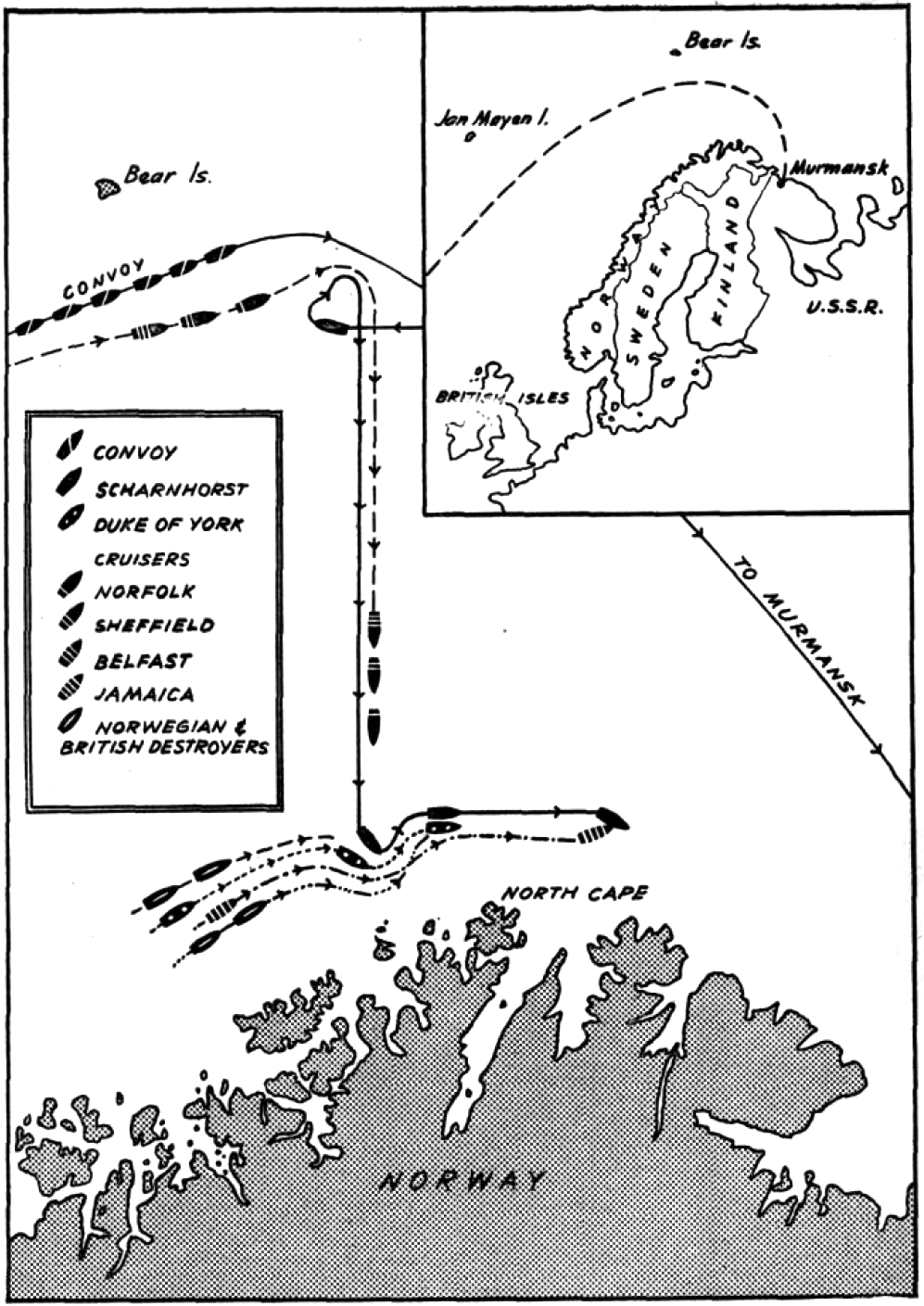
Seegefecht vor dem Nordkap

Am 1. Weihnachtstag war eine deutsche Kampfgruppe unter Konteradmiral Erich Bey mit dem Schlachtschiff Scharnhorst und der 4. Zerstörerflottille unter Kapitän zur See Johannesson mit den fünf Zerstörern Z 29, Z 30, Z 33, Z 34 und Z 38 ausgelaufen, um den Konvoi JW 55B abzufangen. Bei der Suche nach dem Geleitzug kam es zu einem Gefecht zwischen der britischen Kreuzerdeckungsgruppe mit Belfast, Norfolk und Sheffield unter Vizeadmiral Robert Burnett und der Scharnhorst, bei dem zwei Treffer der Norfolk u. a. das Radar des deutschen Schlachtschiffs außer Gefecht setzten. Bei einem zweiten Treffen mit der britischen Kreuzergruppe wurde die Norfolk getroffen. Bey glaubte aber, ein Schlachtschiff vor sich zu haben, begann den Rückzug mit hoher Geschwindigkeit und entließ seine Zerstörer. Die von Westen herbeilaufende alliierte Ferndeckungsgruppe versuchte, der Scharnhorst den Rückweg in die nordnorwegischen Fjorde zu verlegen. Es kam zu einem Verfolgungsgefecht, in dem die Duke of York und die Jamaica einige Treffer erzielten. Die Scharnhorst konnte sich jedoch noch einmal aus der Reichweite der britischen Schiffe entziehen. Die dann voraus geschickten S-Klasse-Zerstörer fanden die Scharnhorst und fuhren einen Zangenangriff. Beim Torpedoangriff von Scorpion und Stord erhielt das Schlachtschiff einen Torpedotreffer und kam durch seine Ausweichmanöver in die Reichweite von Savage und Saumarez, die drei weitere Torpedotreffer erzielten, die die Scharnhorst stoppten. Sie feuerte zwar weiter, wurde dann aber von den weit überlegenen britischen Einheiten am Abend des 26. Dezember 1943 versenkt. Nur 36 Mann der 1972 Mann starken Besatzung konnten von den britischen Zerstörern aus dem Nordmeer gerettet werden.
Die Stord erreichte mit der Duke of York und weiteren Zerstören am 27. Dezember den Kola-Fjord und am 31. Dezember mit der Jamaica und den unbeschädigten Schwesterschiffen und der Opportune Scapa Flow.
Die Stord begleitete danach weitere Nordmeergeleitzüge, so ab dem 21. Januar 1944 JW 56A und JW 56B als Teil der Escort Group von neun Zerstörern und drei Korvetten, von denen die Hardy verloren ging. Die Stord wurde erfolglos von U 957 angegriffen. Es folgten vom 6. bis zum 9. Februar des Rückgeleit RA 56, vom 29. März bis zum 4. April der Geleitzug JW 58 und vom 7. bis zum 13. April das Rückgeleit RA 58.
Im Mai wurde das Schiff dann den Unterstützungskräften für die Invasion in der Normandie zugeteilt. Die Stord sollte mit dem Schwesterschiff Scorpion Ziele in Ouistreham beschießen. Sie geleitete mit ihren Schwesterschiffen Anfang Juni 1944 die für die Beschießung vorgesehenen schweren Einheiten der Royal Navy vom Clyde zum Solent und stand am frühen Morgen vor dem Landungsabschnitt Sword mit zwei Schlachtschiffen, einem Monitor, fünf Kreuzern und über zehn Zerstörern, als dieser Verband von den deutschen Torpedobooten T 28, Jaguar und Möwe der 5. Torpedobootsflottille unter Korvettenkapitän Heinrich Hoffmann angegriffen wurde. Die vom Umfang der britischen Unterstützungsverbände überraschten Deutschen schossen ein Torpedosalve und zogen sich dann schnell zurück. Sie erzielten nur einen Treffer, der Stords norwegisches Schwesterschiff Svenner versenkte.
Die Stord leistete anfangs den gelandeten Truppen Artillerieunterstützung. Erst nach einigen Tagen sollte sie auch den Seeraum gegen deutsche Angreifer sichern. Schon in der Nacht zum 8. Juni verließ sie ihre Feuerposition mit Saumarez, Virago und Isis, um vergeblich deutsche Schnellboote abzufangen, die einen Konvoi mit Landungsfahrzeugen angegriffen hatten. In der Nacht zum 11. gelang es vier Schnellbooten, die Zerstörer-Patrouille mit der Stord, der Scorpion, der Scourge und der Kelvin auszumanövrieren und drei kleine Frachter südlich der Isle of Wight zu versenken. Die Zerstörer verfolgten die S-Boote erfolglos bis nach Boulogne. In der Nacht zum 13. Juni entdeckten die Stord und die Scorpion die aus Le Havre angreifenden Torpedoboote T 28 und Möwe, die sich vor den überlegenen Zerstörern zurückzogen. In der Nacht zum 24. Juni räumten die Deutschen Cherbourg und die Stord griff mit dem Zerstörer Venus und MTBs die Deutschen relativ erfolglos an. Im Juli ging die Stord dann zu Reparaturen in die Marinewerft in Portsmouth, um danach wieder nach Scapa Flow zur Home Fleet zu verlegen.
Am 15. August 1944 gehörte sie zu dem Teil der Home Fleet, der parallel zum Geleitzug JW 59 Vorstöße mit Trägerflugzeugen gegen das im Kåfjord liegende Schlachtschiff Tirpitz führen sollte. Die vier Angriffe (247 Einsätze) vom 20. bis 29. von den Flugzeugträgern waren verlustreich und führten nur zu zwei unbedeutenden Treffern.
Während der Geleitzugsoperation RA 62 gehörte die Stord im Dezember 1944 zum Sicherungsverband um die Implacable, die mit ihren Flugzeugen den deutschen Schiffsverkehr an der norwegischen Küste angriff. In der ersten Januarwoche 1945 gehörte der Zerstörer zum Deckungsverband des Geleitzuges JW 63, der von den Deutschen unentdeckt den Kolafjord erreichte.
Im Februar und März 1945 wurde die Stord nochmals überholt. Ab dem 16. April gehörte sie zur Sicherung des Geleitzuges JW 66 und ab dem 29. April des folgenden Rückgeleits RA 66, bei dem es zur letzten Geleitzugschlacht des Zweiten Weltkrieges kam.

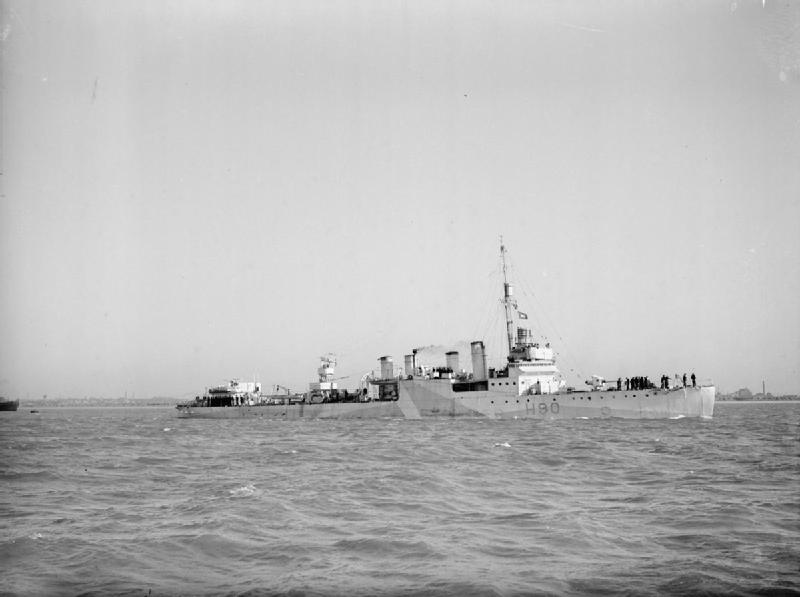
Die Broadway (ex USS Hunt)

Die Anfang Mai 1945 wieder in Großbritannien eingetroffene Stord lief am 13. Mai 1945 mit dem Sector Commander Northern Norway, der norwegische Konteradmiral Edvard Christian Danielsen, an Bord und der ehemals amerikanischen Broadway von Rosyth nach Tromsø aus. Vor dem Westfjord trafen die beiden Zerstörer am 16. Mai auf die deutschen Nordmeer-U-Boote auf dem Marsch nach Trondheim und übergaben sie an die vom Geleitzug JW 67 abgezogene kanadische 9. Escort Group mit fünf Fregatten. Am Abend des 16. Mai erreichten die beiden Zerstörer als erste alliierte Schiffe Tromsø. Die Stord brachte am 25./26. noch eine norwegische Wetterstation auf die Bäreninsel.
Vom 5. bis zum 7. Juni 1945 gehörte die Stord neben den Schweren Kreuzern Norfolk und Devonshire und den britischen Zerstörern Onslow und Orwell zu dem Verband, der den norwegischen König Haakon VII. nach genau fünf Jahren im Exil nach Oslo zurückbrachte.
Unter britischem Oberkommando führte der Zerstörer noch etliche Fahrten im Rahmen der Repatriierung alliierter Soldaten und der Kontrolle der deutschen Einheiten durch.

## Nachkriegseinsatz
Im August 1945 wurde die Stord dem Kommando der norwegischen Marine unterstellt. Der König führte bis 1948 etliche Reisen in Norwegen mit der Stord durch; so besuchte er auf der Stord im August 1945 Bergen und im Sommer 1946 die Lofoten.
Der Zerstörer wurde offiziell im Jahr 1946 erworben und am 30. Oktober 1946 umbenannt in KNM Stord.
Die Stord wurde nicht modernisiert und blieb bis zum Ende der 1950er Jahre im Dienst der norwegischen Marine. Ab 1950 erhielt das Schiff die NATO-Kennung D 300. Sie wurde dann als Kadettenschulschiff der norwegischen Seekriegsschule eingesetzt. 1959 wurde die Stord in Belgien abgebrochen.
Das Typenschild des Zerstörers und ein Modell des Schiffes sind in der Stadthalle in Stord ausgestellt. Ein Torpedosatz der Stord wird im Norwegischen Marinemuseum in Horten ausgestellt.

## Erneute Namensverwendung

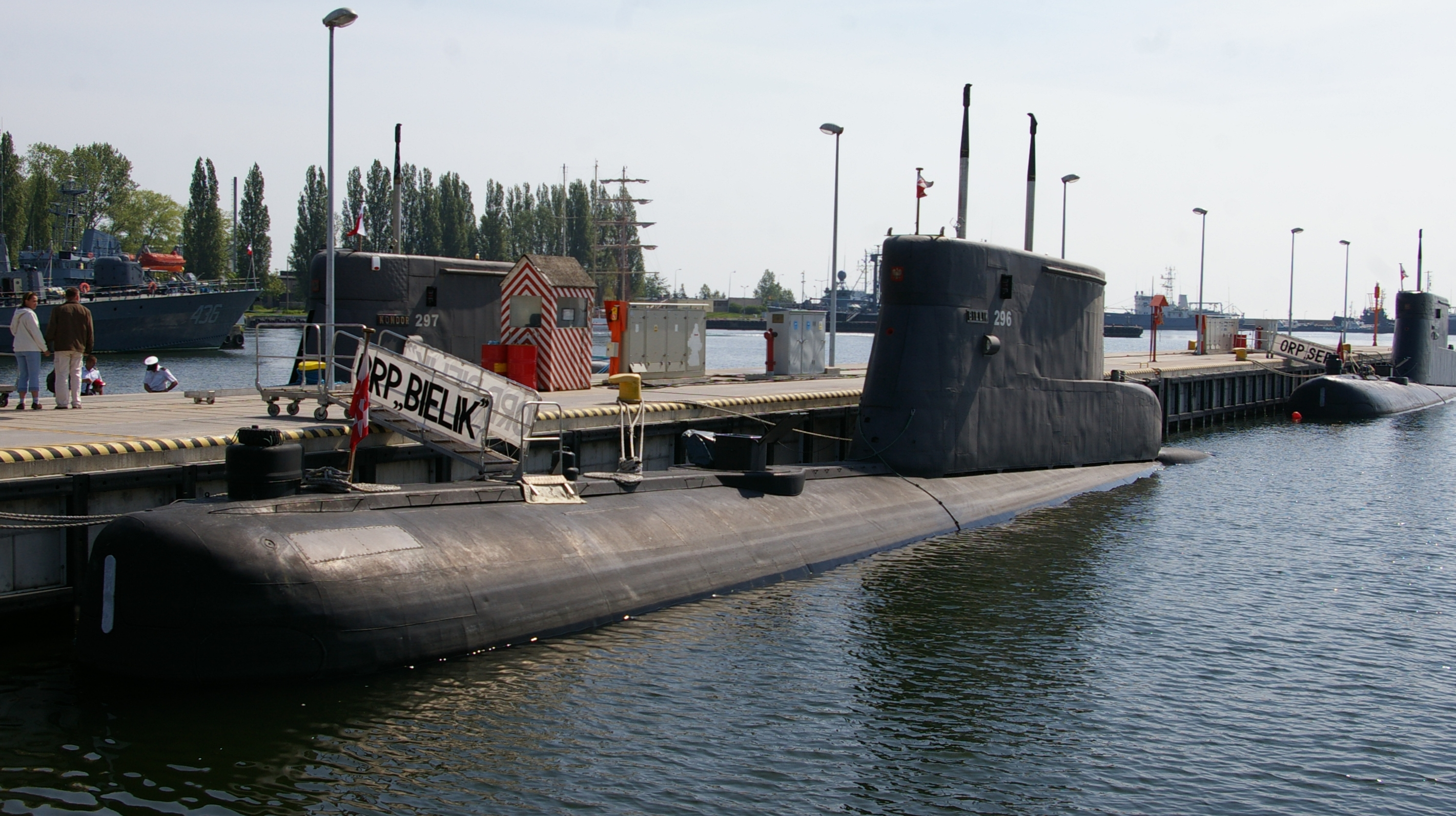
Die ORP Bielik ex KNM Svenner

Ab 1967 hatte die Norwegische Marine mit einem U-Boot der Kobben-Klasse wieder eine KNM Stord. Die bei den Nordseewerken in Emden gebauten Boote der Klasse 207 waren die ersten U-Boot-Exporte der Bundesrepublik. Das U-Boot Stord kam am 14. Februar 1967 als 14. Boot der Klasse in den Dienst der Norwegischen Marine. 

Das 1987 in Norwegen außer Dienst gestellte Boot kam 2002 als ORP Sokół als erstes von vier Booten an Polen.